# Усадьба Кузякиных
Усадьба Кузякиных — памятник архитектуры. Расположен в Уфе, современный адрес дома — улица Цюрупы, 50, 52.
Ранние хозяева участков неизвестны, но участком 50 в 1870-х годах владел Лиханов Василий, а участком 52 — Панкрушин Егор. Объединение участков произошло в 1890-х годах. В 1904 году участок усадьбы принадлежал Алексею Афанасьевичу Якушову, но, согласно старожилам, богатый крестьянин Тимофей Дмитриевич Кузякин жил в усадьбе уже предположительно при нём. В 1905 году Якушовы продали участок Кузякиным; Тимофей Дмитриевич построил для сына двухэтажный кирпичный дом (современный № 50), сам жил в доме № 52, во дворе построил в том же кирпичном стиле доходный № 52/2.
У дома 52 узорная кладка и расшивка «под руст», вход в северо-западной части, на втором этаже сделаны рельефные наличники, переходящие во фризовое поле.
Главный фасад дома № 52/2 декорирован лопатками, межэтажным поясом с подоконными филёнками, рельефными наличниками, фигурными консолями карниза. В 2003 году дом был признан непригодным для проживания, Прокуратура Башкирии потребовала расселить здание в 2013 году.
У дома 50 трёхчастная композиция. Боковые части выделены лопатками с расшивкой, ранее они венчались ажурными парапетами с пилонами, из которых сохранился лишь один. Фасад рустован, у окон наличники, между этажами проходит пояс, у здания украшен фриз. Использована «гартмановская» архитектура, в которой в кирпичной кладке использованы мотивы народных вышивок и деревянной резьбы. У дома была цинковая крыша, на 2017 год отмечалось, что здание не используется и разрушается.
За домом стоит двухэтажное здание служб, бывший сеновал и дровяник. Между домами 50 и 52 по красной линии стояли металлические решётчатые ворота с аркой; их переплавили в 1930-х годах. В восточной части усадьбы был сад, общий двор, часть тротуара по Телеграфной улице и часть дорожек была заасфальтирована.
В советское время при ремонте печи в одном из домов были найдены спрятанные сокровища владельцев.
В зданиях хотели открыть музей истории Уфы, но проект не был реализован. В 2022 году здания были взяты в аренду на условиях проведения реставрации.